# سونیا چرونا
سونیا چروِنا (چکی: Soňa Červená؛ زادهٔ ۹ سپتامبر ۱۹۲۵ - ۷ ژوئیه ۲۰۲۳) خواننده متزوسوپرانوی اپرا، بازیگر و نویسندهٔ اهل جمهوری چک بود که یکی از خوانندگان برجستهٔ تئاتر ملی پراگ محسوب می‌شد. او از دهه ۱۹۵۰ فعالیت بین‌المللی خود را به‌عنوان خواننده آغاز کرد؛ ابتدا در اپرای دولتی برلین در برلین شرقی و از سال ۱۹۶۲ در غرب، عمدتاً در اپرای فرانکفورت و اپرای سان‌فرانسیسکو. او بیشتر به‌خاطر ایفای نقش «کارمن» در اپرای بیزه — که نقشی شاخص برایش بود — و همچنین نقش اصلی در «شوالیه رز» اثر ریشارد اشتراوس شناخته می‌شود. با این حال، در اجرای نخست بسیاری از آثار تازه نیز حضور داشت و نقش مهمی در معرفی اپراهای لئوش یاناچک به زبان چکی ایفا کرد.
پس از پایان دوران خوانندگی، به بازیگری روی آورد و در تئاتر تالیای هامبورگ با رابرت ویلسون همکاری کرد. پس از فروپاشی پرده آهنین، به‌عنوان مهمان به کشورش بازگشت و در نقش امیلیا مارتی در نمایشی از «قضیه ماکروپولوس» به کارگردانی ویلسون در تئاتر ملی پراگ ظاهر شد. او همچنین زندگی‌نامه خود را نوشت و کتابی درباره‌ی زندگی پدربزرگ بزرگش، واسلاو فرانتیشک چروِنی، که سازندهٔ برجسته سازهای بادی برنجی بود، منتشر کرد.
چروِنا در سال ۱۹۶۰ عنوان «کامرسنگرین» را دریافت کرد. در سال ۲۰۰۴، جایزه تالیای چک به او اعطا شد. همچنین در سال ۲۰۰۸، جایزه آلفرد رادوک برای بهترین بازیگر زن را دریافت کرد. در سال ۲۰۱۳، مدال طلای مرکز هنرهای نمایشی جان اف کندی در واشینگتن و همچنین نشان دولتی جمهوری چک به او اهدا شد. سیارک شماره ۲۶۸۹۷ به نام «چروِنا» نام‌گذاری شده است.